# 杉野拓海
杉野 拓海（すぎの たくみ、1990年（平成2年）9月15日 - ）は、長野県出身、日本の空手家であり空手指導者。帝京大学卒。
現在、慶應義塾大学體育會空手部コーチ。
公益財団法人　全日本空手道連盟　公認参段。
内閣府認証　NPO法人　日本空手松濤連盟　公認四段。

## 学歴
- 飯田工業高校　卒業
- 帝京大学　医療技術学部　卒業

## 戦績
- 第21回WKF世界空手道選手権大会　(フランス　パリ)　男子団体形優勝（相馬昂翔、在本幸司）
決勝でイタリアチームを下し、日本チームとして5大会ぶりの優勝を果たす。
- 第46回JKF全日本空手道選手権大会　男子形　準優勝
- 第40・41・42・43・44・45回JKF全日本空手道選手権大会　男子形　第3位（6年連続）
- 第56回全日本大学空手道選手権大会男子団体形優勝（4連覇）、男子形2位（2年連続）
- 第7回FISU世界大学空手道選手権大会　モンテネグロ　男子団体形優勝(初)
- 第8回FISU世界大学空手道選手権大会　スロバキア　男子団体形優勝（2連覇）
- 第11回AKFアジアシニア空手道選手権大会　男子団体形優勝

## 受賞歴
- 2013年4月11日　長野県スポーツ栄誉賞　受賞
- 2012年1月18日　第62回日本スポーツ賞（読売新聞社）

## エピソード
- 高校入学後、空手道同好会を設立し（当時4名）、2年連続でインターハイに出場。部活へ昇格させた。
- 地元で行われた講習会に帝京大学空手道部の香川政夫師範と出会い、帝京大学へ進学を決意。大学入学後、名門帝京大学空手道部へ入部。香川雅夫師範の天才的な指導の下、潜在的才能を開花させ、後に国内大会及び世界で活躍。